# Wiesloch
Wiesloch è un comune tedesco di 26 229 abitanti, situato nel nord del land del Baden-Württemberg, 15 km a sud della città di Heidelberg. Dal 1º gennaio 1973 Wiesloch ha ufficialmente acquisito lo status di “Große Kreisstadt” (letteralmente: Grande Città del Circondario).

## Caratteristiche del luogo e natura circostante
Wiesloch è situata in una zona inclusa tra le pendici meridionali della Odenwald, piccolo gruppo montuoso conosciuto per la fitta rete di sentieri escursionistici, l'Alta Valle del Reno ed il Kraichgau. Il clima in questa zona è piuttosto mite.
La temperatura media nel mese di gennaio è di circa 1,3 °C e in luglio 19,8 °C. 
La particolare mitezza del clima e la conformazione del territorio hanno reso possibile in questa zona, come del resto nell'intera Bergstraße, una prosperosa coltivazione della vite.

## Storia
La prima fonte documentale attestante l'esistenza della città, menzionata con il nome di Wezzinloch, consiste in un atto di donazione datato 12 settembre 801. I primi insediamenti intorno alla zona in cui ora è situata la città, possono comunque farsi risalire ad un periodo di molto antecedente a tale data, come testimoniato da alcuni ritrovamenti archeologici.
Tra i fatti storici di maggior rilievo avvenuti in questa città, si ricorda in particolare la Battaglia di Wiesloch, che durante la guerra dei trent'anni (1618-1648) vide lo scontro tra le truppe svedesi, sotto il comando di Gustav II Adolf e le truppe imperiali. Successivamente, il 28 gennaio 1689, a seguito di un'azione offensiva che deve collocarsi nel corso della Guerra della Grande Alleanza che per nove anni interessò il Palatinato, Wiesloch verrà quasi completamente bruciata dalle truppe francesi.
Gli episodi avvenuti nel XVII secolo, ebbero forti conseguenze nella vita di questa città. Essi furono, infatti, di una gravità tale da determinare un forte abbassamento demografico. Nel 1697, la città contava ormai solamente 265 abitanti (nel 1577 si registravano circa 1 360 abitanti). Solo verso la fine del XVIII secolo la città riuscì a registrare un progressivo aumento demografico (nel 1785 si contavano circa 1 554 abitanti) e a completare la necessaria opera di ricostruzione.

### Wiesloch e l'automobile
A Wiesloch comparve la prima stazione di rifornimento del mondo. Bertha Benz si fermò infatti a Wiesloch, nel luogo dove attualmente si trova una della farmacie cittadine, il 5 agosto del 1888. Stava facendo il primo lungo viaggio automobilistico della storia, da Mannheim sino alla città di Pforzheim, a bordo di una Benz Patent Motorwagen Nr. 3., frutto del genio di Karl Benz, suo marito, che pochi anni prima aveva inventato e brevettato il nuovo mezzo di trasporto.
Nel febbraio 2008 la valenza storica di quel primo viaggio verso la modernità, è stata riconosciuta ufficialmente con l'istituzione della Bertha Benz Memorial Route.

## Calendario principali feste e manifestazioni
Tutti gli anni, verso la fine di agosto, ha luogo la festa principale della città, dedicata alla vendemmia (das Kurpfälzische Winzerfest, letteralmente traducibile "festa palatina del viticoltore"). La manifestazione, che si celebra dal 1935, dura circa dieci giorni ed ha tutte le caratteristiche delle tipiche Straßenfest tedesche con mercatini e stand gastronomici di vario tipo.
Altre manifestazioni:
- Mercato settimanale (Adenauerplatz), venerdì mattina e martedì pomeriggio;
- Maggio di Wiesloch, inizio di maggio;
- Aktion Ferienspaß, inizio vacanze estive;
- Festa della città, inizio luglio;
- Autunno di Wiesloch, ultima domenica di settembre;
- Visita delle cantine, due volte all'anno, principalmente in marzo e novembre
- Mercato di Natale, nelle prime due domeniche dell'avvento

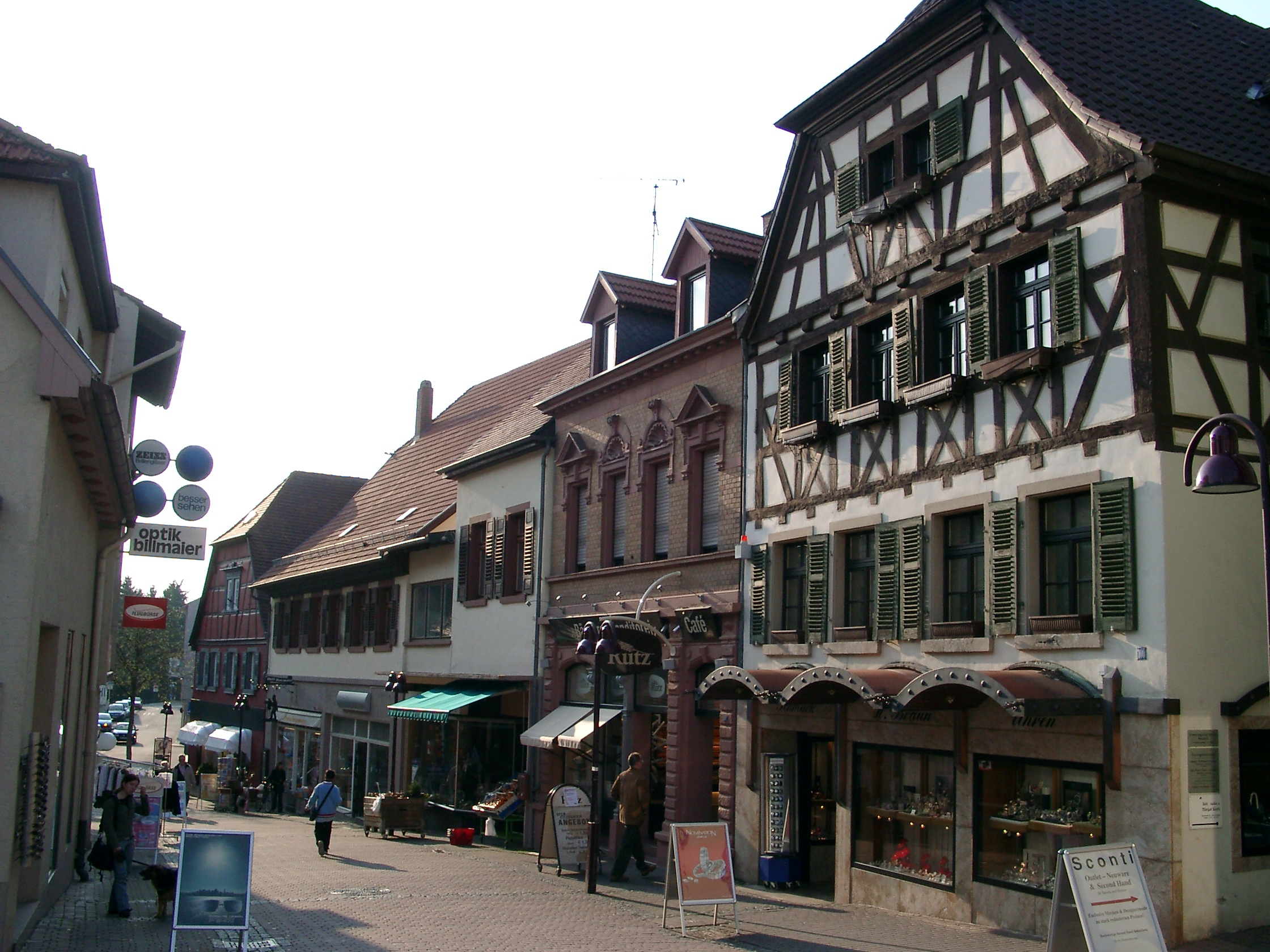
Il centro storico di Wiesloch

## Economia
Le principali aziende operanti sul territorio di questo comune sono:
- MLP AG, società fondata nel 1971, offre servizi di consulenza per le questioni economiche e finanziarie a privati ed aziende. Il Gruppo MLP gestisce un patrimonio complessivo di oltre € 1.930.0000.000 e supporta circa 770.000 privati e 4.000 clienti aziendali.
- Heidelberger Druckmaschinen AG, azienda nata negli anni '50, impiega oggi circa 6.500 dipendenti.
- KIWO-Kissel&Wolf GmbH, azienda produttrice di adesivi.